# Бартелеми, Лор
Лор Бартелеми (фр. Laure Barthélémy, род. 5 августа 1988, Бриансон) — французская лыжница, участница Олимпийских игр в Ванкувере. Универсал, с одинаковым успехом выступает и в спринтерских и в дистанционных гонках.
В Кубке мира Бартелеми дебютировала в 2006 году, в декабре 2008 года впервые попала в десятку лучших на этапе Кубка мира, в эстафете. Всего на сегодняшний момент имеет 9 попаданий в десятку лучших на этапах Кубка мира, из них 2 в личных и 7 в командных соревнованиях. Лучшим достижением Бартелеми в общем итоговом зачёте Кубка мира является 70-е место в сезоне 2008-09.
На Олимпиаде-2010 в Ванкувере, стартовала в двух гонках: 10 км свободным стилем - 61-е место, командный спринт - 9-е место.
За свою карьеру принимала участие в одном чемпионате мира, на чемпионате мира - 2009, стала 52-й в дуатлоне 7,5+7,5 км и 22-й в спринте.
Использует лыжи производства фирмы Fischer, ботинки и крепления Salomon.